# Manufacture de Doccia

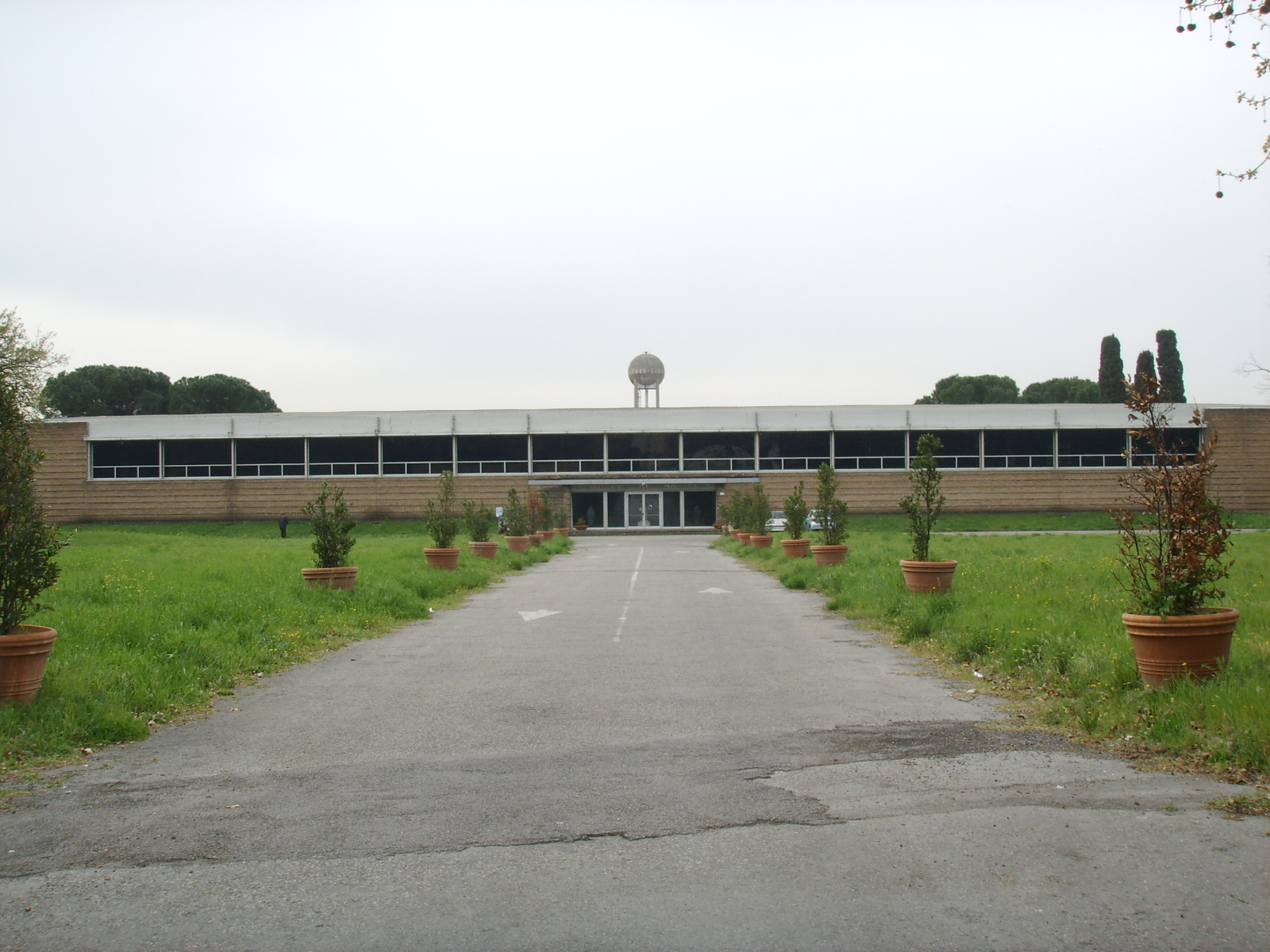
Museo della Porcellana di Doccia, près de la Richard-Ginori

La Manufacture de Doccia, est la manufacture de porcelaine de Florence fondée en 1735 par le marquis Carlo Ginori sur une  localité près de Colonnata, commune de Sesto Fiorentino en Italie.
Elle est devenue fameuse dans le monde entier pour sa porcelaine dont la production est encore localisée à Sesto Fiorentino, malgré sa fusion avec le groupe milanais Augusto Richard, propriétaire d'autres entreprises en 1896, et devenue la Richard-Ginori, puis la Richard-Ginori 1735 Spa.
Le  Museo di Doccia  adjacent montre sa  nombreuse production et  y sont visibles celles issues des moules en cire de Massimiliano Soldani-Benzi, médailliste de Cosme III de Médicis.